# Annie Edson Taylor
Annie Edson Taylor (24. října 1838 Auburn, New York – 29. dubna 1921 Lockport, New York) byla americká učitelka, která se v den svých 63. narozenin (24. října 1901) stala první osobou, která úspěšně zdolala Niagarské vodopády v sudu. I když tento čin vykonala za účelem finančního zisku, nakonec ze svého dobrodružství nikdy moc peněz nezískala. Zemřela jako chudá, a její pohřeb tak byl zafinancován z veřejných darů.

## Raný život
Narodila se 24. října 1838 v newyorském Auburnu jako jeden z osmi potomků Merricka Edsona (1804–1850) a Lucretie Waringové. Otec vlastnil mlýn a zemřel, když Annie bylo 12 let. Přesto po sobě však zanechal dostatek peněz pro zajištění pohodlného života zbylých členů rodiny. Annie se stala učitelkou (získala vyznamenání ve čtyřletém vzdělávacím kurzu). Během studií se seznámila s jistým Davidem Taylorem. Později vstoupili do manželského sňatku a následně měli syna, který však již v dětství zemřel. Anniin manžel zanedlouho poté zemřel také. Po ovdovění vystřídala několik pracovních pozic a míst.
Nakonec skončila v michiganském Bay City, kde se chtěla stát instruktorkou tance. Protože zde v tu dobu však nebyla žádná taneční škola, Edson Taylor si otevřela vlastní. Roku 1900 se přestěhovala do Sault Ste. Marie (opět v Michiganu), aby zde vyučovala hudbu. Odtud odcestovala do texaského San Antonia, odkud se poté společně se svým kamarádem vydala do Ciudad de México hledat zde práci. Jelikož zde však žádnou práci nezískala, vrátila se zpátky do Bay City.

## Niagarské vodopády

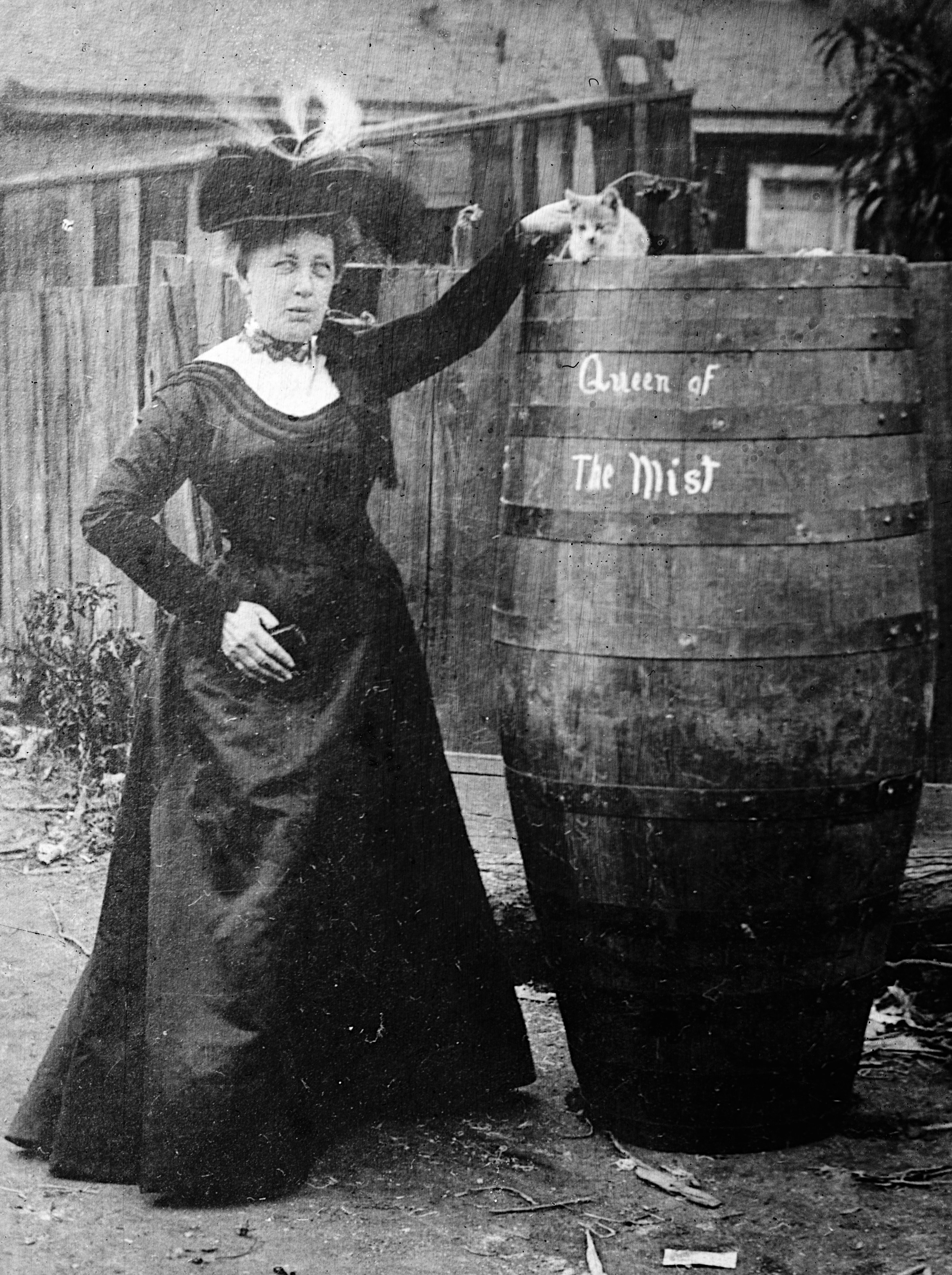
„The Queen of the Mist“ pózující se svým sudem a kočkou

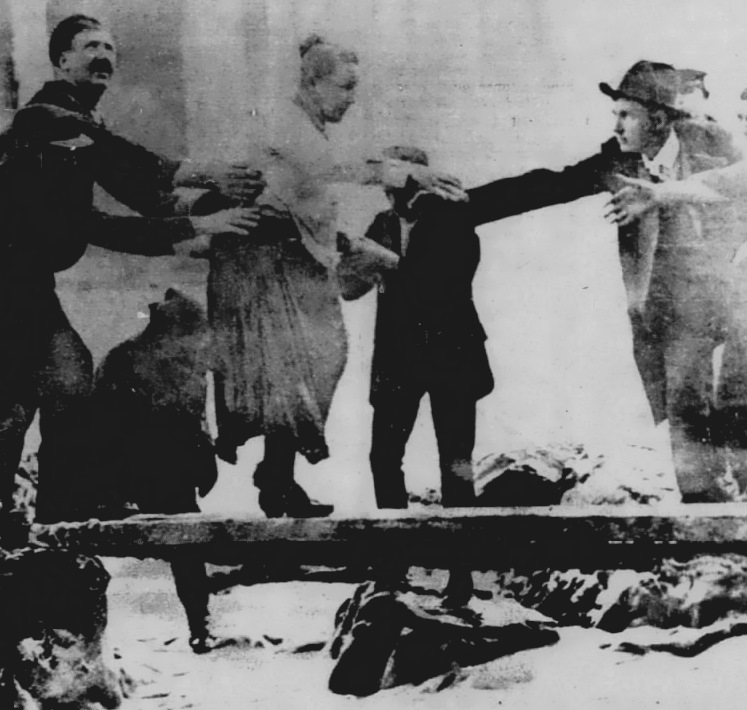
Annie Edson Taylor jdoucí ke břehu poté, co úspěšně zdolala Niagarské vodopády

Roku 1900 začalo pro Edson Taylor těžké období – byla vyhozena ze svého domova a přišla o peníze investované s duchovním. V této době tvrdila, že jí jen 42 let, protože díky tomuto tvrzení, že je mladší než v té době skutečně byla, měla větší šanci si snadněji vydělat potřebné peníze. Vždy spojována s „nejlepší třídou lidí, kultivovanými a rafinovanými“, Edson Taylor věřila, že potřebuje peníze, aby si udržela své místo ve světě. Během sčítání lidu USA v roce 1900 uvedla jako rok svého narození rok 1860. V naději, že se takto po finanční stránce zajistí na následující léta, se rozhodla, že se stane první osobou, která úspěšně zdolá Niagarské vodopády v sudu. Edson Taylor pro svou cestu použila sud na zakázku vyrobený z dubu a železa a vycpaný matracemi. Při spouštění sudu na vodu došlo k několika zdržením, zejména proto, že se do tohoto kaskadérského kousku nechtěl nikdo zapojit. Dva dny před samotným pokusem Edson Taylor tak proto byla v tomto sudu na Podkovu vyslána kočka, aby otestovala jeho odolnost vůči pádu z vodopádu, tedy zda se při něm rozbije či nikoliv. Navzdory tehdejším pomluvám, kočka pád přežila a dokonce sedmnáct minut poté, co byla ze sudu vytáhnuta s poraněnou krvácející hlavou, zapózovala společně s Edson Taylor pro pořízení fotografií.
Dne 24. října 1901, v den jejích 63. narozenin, byl sud umístěn na loďku a Edson Taylor do něj společně se svým polštářem pro štěstí ve tvaru srdce vlezla. Po odšroubování víka sudu její přátelé použili pumpu na nafukování pneumatik u kola ke stlačování vzduchu v sudu. Otvor k tomuto použitý byl ucpán korkem a Edson Taylor se již začínala zmítat blízko amerického pobřeží, jižně od Goat Islandu.
Říční proudy přenesly sud přes kanadskou část vodopádu Podkova, která se od tohoto momentu stala místem pro všechny úspěšné kaskadérské pokusy u Niagarských vodopádů. Záchranáři se k jejímu sudu dostali krátce po pádu z vodopádů. Edson Taylor byla naživu a až na malou ránu na hlavě i relativně nezraněná. Cesta sama o sobě trvala necelých dvacet minut, avšak ještě nějakou dobu navíc trvalo, než byl otevřen samotný sud. Ze sudu ven Edson Taylor pomohl Carlisle Graham, její přítel a zároveň první muž, který sjel peřeje na voru. Po svém dobrodružství řekla Edson Taylor tisku následující:
| „ | Kdyby to bylo s mým umírajícím dechem, varovala bych kohokoli před pokusem o tento výkon… Dříve bych došla k ústí děla, s vědomím, že mě to roztrhá na kusy, než abych podnikla další cestu přes vodopád. | “ |

## Pozdější léta
Krátce si vydělávala peníze mluvením o svém zážitku, přesto však nikdy nenabyla velkého jmění. Napsala paměti a vrátila se k Niagarským vodopádům je zde prodat. Její manažer Frank M. Russell utekl s jejím sudem, a většina jejích úspor tak byla použita na soukromé detektivy najaté za účelem jejich vypátrání. Později byly nalezeny v Chicagu, nakonec však o něco později zmizely natrvalo.
Poslední léta svého života strávila pózováním pro fotografie s turisty u svého stánku se suvenýry, pokusy vydělat si peníze na New York Stock Exchange, krátce v roce 1906 uvažovala o zopakování svého zdolání Niagarských vodopádů, pokoušela se napsat román, přetavit své dobrodružství z roku 1901 do filmu (nakonec možná ani nedokončen, a nikdy proto nezveřejněn), pracovala jako věštkyně a poskytovala magnetoterapeutické procedury místním obyvatelům.

## Smrt

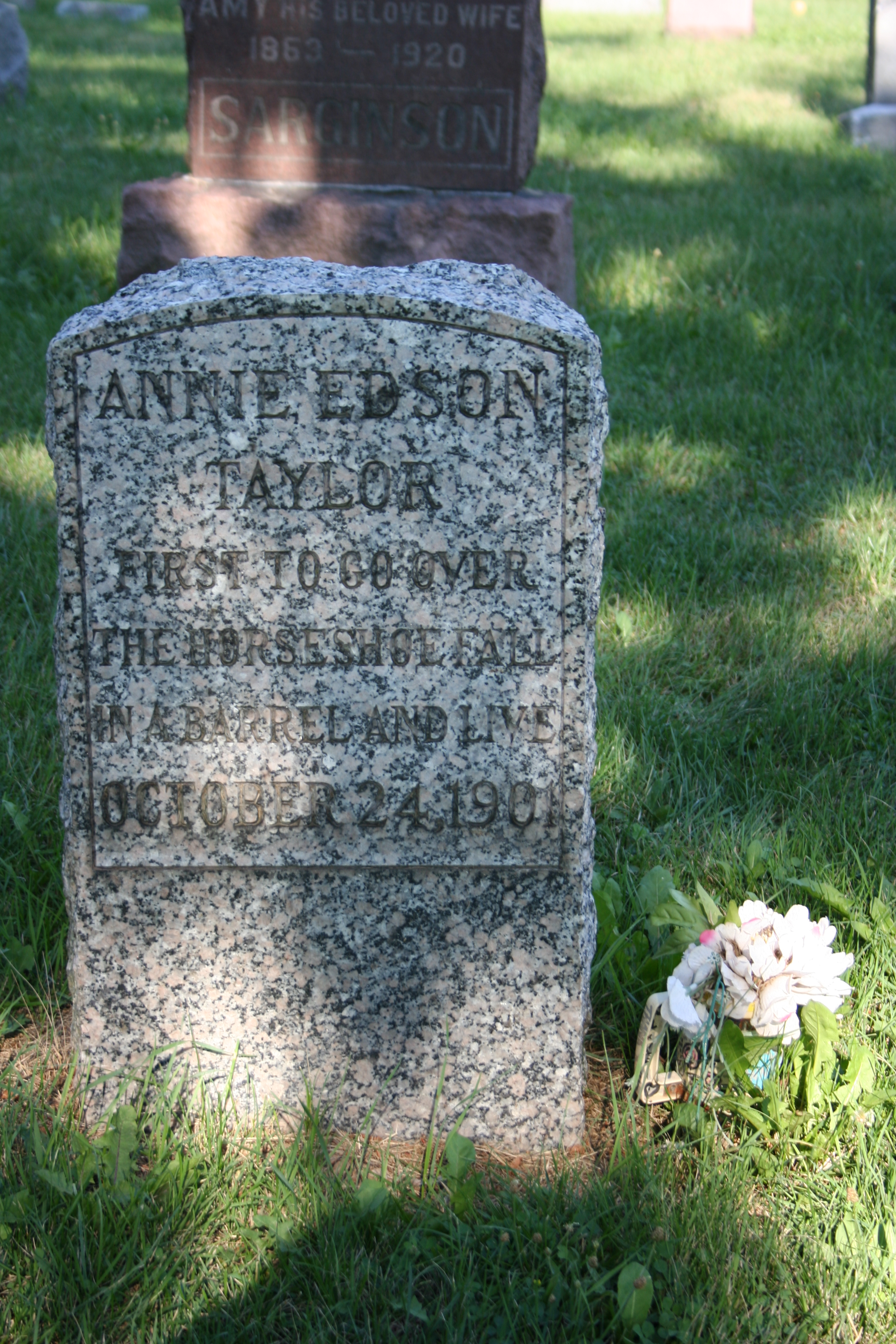
Náhrobní kámen Annie Edson Taylor

Dne 23. února 1921 Edson Taylor nastoupila na ošetřovnu Niagara County Infirmary v Lockportu, přičemž zalhala, že jí je jen 57 let. Zemřela 29. dubna 1921 ve věku 82 let a byla pohřbena vedle svého přítele a taktéž kaskadéra Carlislea Grahama, v úseku nazvaném „Místo odpočinku kaskadérů“ hřbitova Oakwood Cemetery v newyorském městě Niagara Falls.
Protože zemřela chudá, bylo potřeba sehnat peníze na zaplacení nákladů jejího pohřbu. Díky dostatku rychle vybraných veřejných darů se však pohřeb konal již 5. května 1921. Sama Annie Edson Taylor považovala své špatné zdraví a částečnou slepotu za následky svého pádu z Niagarských vodopádů.

## V populární kultuře
- Postava Annie Edson Taylor se objevila ve filmu Niagara: Miracles, Myths and Magic z roku 1986.[18]
- Spisovatelka Emma Donoghue o jejím zdolání Niagarských vodopádů napsala povídku.[19]
- Hudební skladatel Michael John LaChiusa složil muzikál Queen of the Mist založený na jejím životě. Premiéra proběhla 18. října 2011 v New Yorku pod záštitou společnosti Transport Group, přičemž v roli Annie Edson Taylor se představila Mary Testa.[20]
- V dílu „Vodácké dobrodružství“ televizního seriálu Případy detektiva Murdocha je Annie (Jillian Cook) v Torontu, aby zde na policejní stanici obžalovala svého manažera (Joel Rinzler) z krádeže jejího sudu, což odkazuje na incident, při němž Frank M. Russell, manažer Annie Edson Taylor, skutečně ukradl její sud a utekl s ním.[21]
- Její příběh se rovněž objevil v dílu „Niagara Falls Daredevil, Accidental Nuclear Bomb, Railroad Heroine“ seriálu Mysteries at the Museum.[22]
- Lindsey Lauren Visser napsala Annie Edson Taylor's Barrel v. Niagara Falls pro podcast The Buffalo History Museum Podcast.[23]
- Písničkář Trapper Schoepp vypráví příběh Annie Edson Taylor v písni „Queen of the Mist“ ze svého alba Siren Songs z roku 2023.[24]
- Spisovatel a ilustrátor Chris Van Allsburg napsal a ilustroval dětskou knihu Queen of the Falls o životě Annie Edson Taylor, soustředěnou především na její zdolání Niagarských vodopádů.[25]